# 焦阿基诺·瓜拉尼亚
焦阿基诺·瓜拉尼亚（義大利語：Gioacchino Guaragna，1908年6月14日—1971年4月19日），意大利男子击剑运动员。他曾获得1928年夏季奥运会、1936年夏季奥运会男子花剑团体金牌，1932年夏季奥运会男子花剑团体银牌。